# Aries Spears

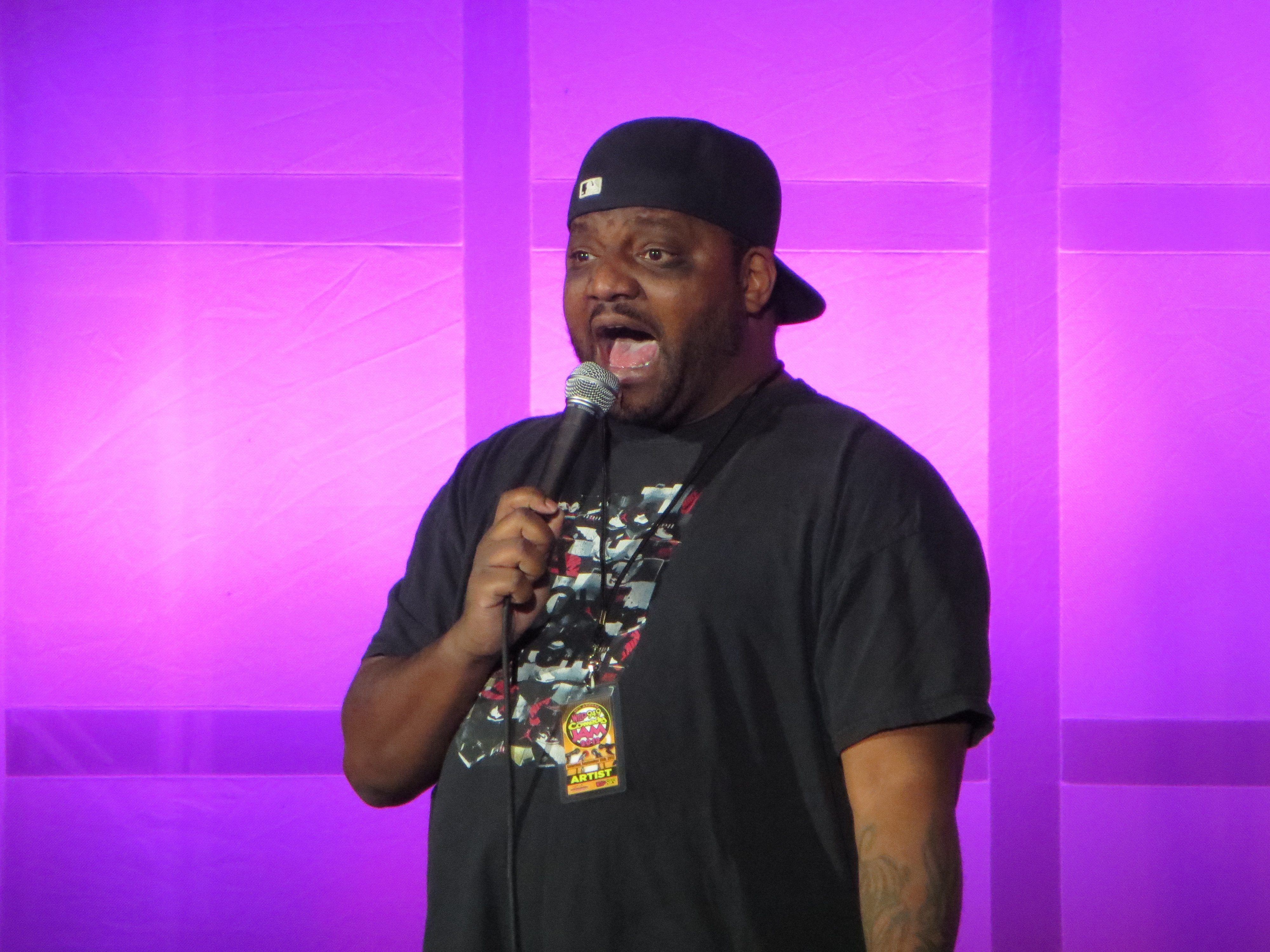

Aries Spears (* 3. April 1975 in Chicago, Illinois) ist ein US-amerikanischer Schauspieler und Komiker. Bekannt wurde er durch seine Mitwirkung in der Comedy-Sendung MADtv auf FOX.

## Leben
Aries Spears wurde in Chicago, im US-Staat Illinois geboren. Seine Familie zog nach New Jersey, wo er im Alter von 17 Jahren die Schule verließ. Spears startete seine Karriere als Komiker in seiner Heimatstadt. Seinen ersten Fernsehauftritt hatte er in Russell Simmons Def Comedy Jam, gefolgt von It's Showtime at the Apollo.

## Karriere

### Erste Rollen in Film und Fernsehen
Spears zog 1992 nach Los Angeles und sicherte sich eine Rolle in der TV-Serie College Fieber. Außerdem war er zu der Zeit in den Clubs The Comedy Store, The Improv und The Laugh Factory häufig zu sehen. Zu seinen weiteren Rollen im Fernsehen zählten Auftritte bei Crosstown Traffic, Die Abenteuer des Brisco County jr. und Soul Train.
Im Alter von 17 Jahren war er im Kinofilm Malcolm X zu sehen. Kurze Zeit später hatte er zusammen mit Glenn Frey eine Rolle in South of Sunset.

### MADtv
Aries Spears wurde 1997, während der dritten Staffel, ein Teil von MADtv und verließ die Sendung am Ende der 10. Staffel im Jahr 2005. Damit war er ganze 8 Staffeln lang in der US-Comedysendung zu sehen. Während dieser Zeit schuf er Charaktere wie die Komikerin Belma Buttons (Co-Moderator der metafiktiven Serie „Reality Check“), Dollar Bill Montgomery (Gastgeber einer Satire zu der politischen Late-Night-Show Politically Incorrect, namens „Realing Talk with Dollar Bill Montgomery“), sowie James Brown Jr. (Co-Moderator von „Cabana Chat“).
Er ist seitdem bekannt für seine Parodien von afroamerikanischen Prominenten, Politikern, Rappern, R&B-Sängern und Reportern. Seine einprägsamsten Rollen waren die Parodien, u. a. von Bill Cosby, Bobby Brown, Denzel Washington, Eddie Murphy, Evander Holyfield, James Brown, Jesse Jackson, Kevin Eubanks, LL Cool J, Magic Johnson, MC Hammer, Michael Jackson, Mike Tyson, Queen Latifah, Shaquille O’Neal, Sisqó, Wayne Brady und Jay-Z.
Spears und Debra Wilson hielten den Rekord bei MADtv als die Schauspieler, die am längsten in der Sendung zu sehen waren. Jedoch übertraf sie Michael McDonald mit seinem Auftritt in der 10. Staffel im September 2007.

### Nach MADtv
Spears erschien zuletzt in der US-amerikanischen Comedysendung Mind of Mencia, die eine Parodie auf Jamie Foxx’ Rolle in Kanye Wests Musikvideo zu „Gold Digger“ darstellt. 2006 war er im Kinofilm Hood of Horror zu sehen. Im Internet erlangte Spears auf YouTube einen gewissen Bekanntheitsgrad, als ein Video von ihm auftauchte, welches ihn bei einem Auftritt in der Radiostation Live105 zeigt, wo er als rappender Stimmimitator LL Cool J, Snoop Dogg, Jay-Z und DMX nachahmt.

## Filmografie
- 1996: Jerry Maguire – Spiel des Lebens
- 1997: The Pest – Jagd auf das Chamäleon
- 2001: Josie and the Pussycats
- 2006: Hood of Horror